# Attila Csihar
Attila Gábor Csihar, également connu sous le pseudonyme de Void, né le 21 mars 1971 à Budapest, est un chanteur hongrois de black metal.

## Carrière
Originaire de Budapest, il s'est d'abord fait connaître pour sa participation au groupe de black metal hongrois Tormentor de 1987 à 1991. En 1992, il est recruté par les membres du sulfureux Mayhem après le suicide de leur chanteur, et fait déferler ses vociférations hantées sur l'album devenu culte De Mysteriis Dom Sathanas. En 2004, il devient officiellement la figure de proue du groupe. 
Attila Csihar fut également chanteur dans les groupes de metal extrême Keep of Kalessin, Aborym, Sinsaenum et Korog, et est apparu en guest sur certains titres de nombreux autres groupes. 
Il est également connu pour ses nombreuses collaborations discographiques et scéniques avec le groupe de drone Sunn O))) et des formations associées, comme Pentemple, Burial Chamber Trio et Gravetemple. Il officie également dans un projet solo nommé Void ov Voices et fut membre du groupe d'EBM hongrois Plasma Pool. Il apparaît dans « The Grand Reincarnation » du Last Rites Gallery & Tattoo Theatre de Paul Booth.
Attila est réputé pour ses nombreux costumes de scène. Ainsi, il peut apparaître déguisé en prêtre, en arbre, en médecin à tête de cochon, en dictateur, en marchand d'esclaves, en momie ou encore en homme invisible.